# Isaak Braband
Isaak Braband (ur. 1727 w Berlinie, zm. 9 stycznia 1790 we Wrocławiu) – niemiecki malarz, czynny w Berlinie i we Wrocławiu. 

## Życiorys
Pierwsze nauki malarstwa pobierał w Berlinie u Antoin'e Pesne'a i Davida Matthieu. Jego działalność artystyczną dzieli się na dwa okresy: berlińską i wrocławską. Malował głównie portrety w technice olejnej jak i pastelowej oraz miniatury i obrazy o tematyce historycznej. Jest autorem niezachowanego obrazu ołtarzowego wykonanego dla kościoła franciszkanów w Koźlu przedstawiającego świętą Jadwigę, Marie Magdalenę i Annę. W jego pracowni nauki pobierał August Thilo.